# Zdzisław Morawski (politik)
Zdzisław Morawski (12. dubna 1855 Jurkowo na Poznaňsku – 21. února 1928 Krakov) byl rakousko-uherský, respektive předlitavský literární historik, státní úředník a politik polského původu z Haliče, v letech 1912–1916 ministr pro haličské záležitosti.

## Biografie
Vystudoval právo na Jagellonské univerzitě v Krakově. Získal titul doktora práv. Pracoval na finanční prokuratuře ve Vídni, později v tiskovém úřadu ministerské rady. Cestoval po Jižní Americe, Itálii a Francii a studoval dějiny kultury. V roce 1899 nastoupil na vysoký úřednický post na ministerstvo pro záležitosti Haliče.
Za vlády Karla Stürgkha se dodatečně stal ministrem pro haličské záležitosti. Funkci zastával od 26. prosince 1912 do 21. října 1916. Podle jiného zdroje ale byl ministrem v letech 1914–1916. Jako ministr řešil otázku uprchlíků z oblastí postižených přechodem válečné fronty. Podporoval zájmy haličských univerzit.
Od roku 1918 žil v Krakově, kde založil a vedl spolek Dante Alighieri.